# کوبا در المپیک تابستانی ۲۰۲۴
کاروان المپیکی کوبا، یکی از کاروان‌های شرکت‌کننده در بازی‌های المپیک تابستانی ۲۰۲۴ بود. این دوره از بازی‌ها، از ۲۶ ژوئیه تا ۱۱ اوت ۲۰۲۴ (۵ تا ۲۱ امرداد ۱۴۰۳ خورشیدی) به میزبانی پاریس، پایتخت فرانسه برگزار شد. این حضور، بیست و یکمین حضور کاروان کوبا در ادوار المپیک بود. کاروان کوبا در این دوره، به نسبت کاروان المپیکی ۲۰۲۰ کوچکتر بود. این کاروان، کوچکترین کاروان از المپیک ۱۹۶۴ بود. همچنین از ۱۹۶۴، دومین باری بود که این کاروان کمتر از صد ورزشکار را شامل می‌شد.
کاروان کوبا با ۹ مدال این بازی‌ها را به پایان رساند که از بدترین نتیجه‌ی آنها در سال ۱۹۷۲ که در آن هشت مدال کسب کرده بودند کمی بهتر بود. آنها در این دوره با کسب تنها دو مدال طلا، بدترین نتیجه خود پس از المپیک ۱۹۶۸ را کسب کردند که در آن هیچ مدال طلایی کسب نکردند. از ۱۹۷۲ تا پیش از این دوره، کوبایی‌ها در هر دوره دست‌کم ده مدال کسب کرده بودند که در این دوره به آن نرسیدند. برای نخستین‌بار از سال ۱۹۶۰ کوبا موفق نشد تا هیچ مدالی را در بخش دو و میدانی کسب کند. تمام اطلاعات بالا، بدون احتساب سال‌های ۱۹۸۴ و ۱۹۸۸ می‌باشد که کوبا آنها را تحریم کرده بود.
میخایین لوپز با کسب یک مدال طلای دیگر در ۱۳۰ کیلوگرم فرنگی مردان، تبدیل به نخستین ورزشکار (مرد یا زن) در تاریخ المپیک (زمستانی و تابستانی) شد که ۵ مدال طلای پیاپی را در پنج دوره گوناگون در رویداد انفرادی کسب می‌کند. او در این دوره، امین میرزازاده، نماینده‌ی ایران را نیز در مرحله یک چهارم نهایی شکست داده بود. پس از این قهرمانی، اعلام بازنشستگی کرد.

## مدال‌آوران
| مدال | ورزشکار           | ورزش     | رویداد                   | تاریخ  |
| ---- | ----------------- | -------- | ------------------------ | ------ |
| طلا  | میخایین لوپز      | کشتی     | ۱۳۰ کیلوگرم فرنگی مردان  | ۶ اوت  |
| طلا  | اریسلاندی آلوارس  | بوکس     | ۶۳.۵ کیلوگرم مردان       | ۷ اوت  |
| نقره | یوسنیلیس گوزمان   | کشتی     | ۵۰ کیلوگرم آزاد زنان     | ۷ اوت  |
| برنز | آرلن لوپز         | بوکس     | ۸۰ کیلوگرم مردان         | ۴ اوت  |
| برنز | گابریل روسیلو     | کشتی     | ۹۷ کیلوگرم فرنگی مردان   | ۷ اوت  |
| برنز | لوئیس اورتا       | کشتی     | ۶۷ کیلوگرم فرنگی مردان   | ۸ اوت  |
| برنز | یاریسلیدیس کیریلو | قایقرانی | کانو یک‌نفره ۲۰۰ متر زنان | ۱۰ اوت |
| برنز | رافائل آلبا       | کواندو   | ۸۰+ کیلوگرم مردان        | ۱۰ اوت |
| برنز | میلایمیس مارین    | کشتی     | ۷۶ کیلوگرم آزاد زنان     | ۱۱ اوت |

## شرکت‌کنندگان
ورزشکاران کوبایی در رشته‌های زیر در المپیک پاریس ۲۰۲۴ شرکت کردند.
| ورزش              | مردان | زنان | کل |
| ----------------- | ----- | ---- | -- |
| تیراندازی با کمان | ۱     | ۰    | ۱  |
| دو و میدانی       | ۷     | ۱۱   | ۱۸ |
| بوکس              | ۵     | ۰    | ۵  |
| قایقرانی          | ۱     | ۲    | ۳  |
| دوچرخه‌سواری       | ۰     | ۱    | ۱  |
| شیرجه             | ۰     | ۲    | ۲  |
| جودو              | ۲     | ۲    | ۴  |
| پنج‌گانه مدرن      | ۱     | ۰    | ۱  |
| روئینگ            | ۱     | ۱    | ۲  |
| تیراندازی         | ۲     | ۲    | ۴  |
| شنا               | ۱     | ۱    | ۲  |
| تنیس روی میز      | ۲     | ۱    | ۳  |
| تکواندو           | ۱     | ۱    | ۲  |
| والیبال           | ۲     | ۰    | ۲  |
| وزنه‌برداری        | ۰     | ۱    | ۱  |
| کشتی              | ۸     | ۲    | ۱۰ |
| کل                | ۳۴    | ۲۷   | ۶۱ |